# Oratorio di Nostra Signora Assunta (Campo Ligure)
L'oratorio di Nostra Signora Assunta - noto ai campesi col nome di "Casazza" - è un luogo di culto cattolico situato nel comune di Campo Ligure, in piazza Martiri della Benedicta, nella città metropolitana di Genova.

## Storia

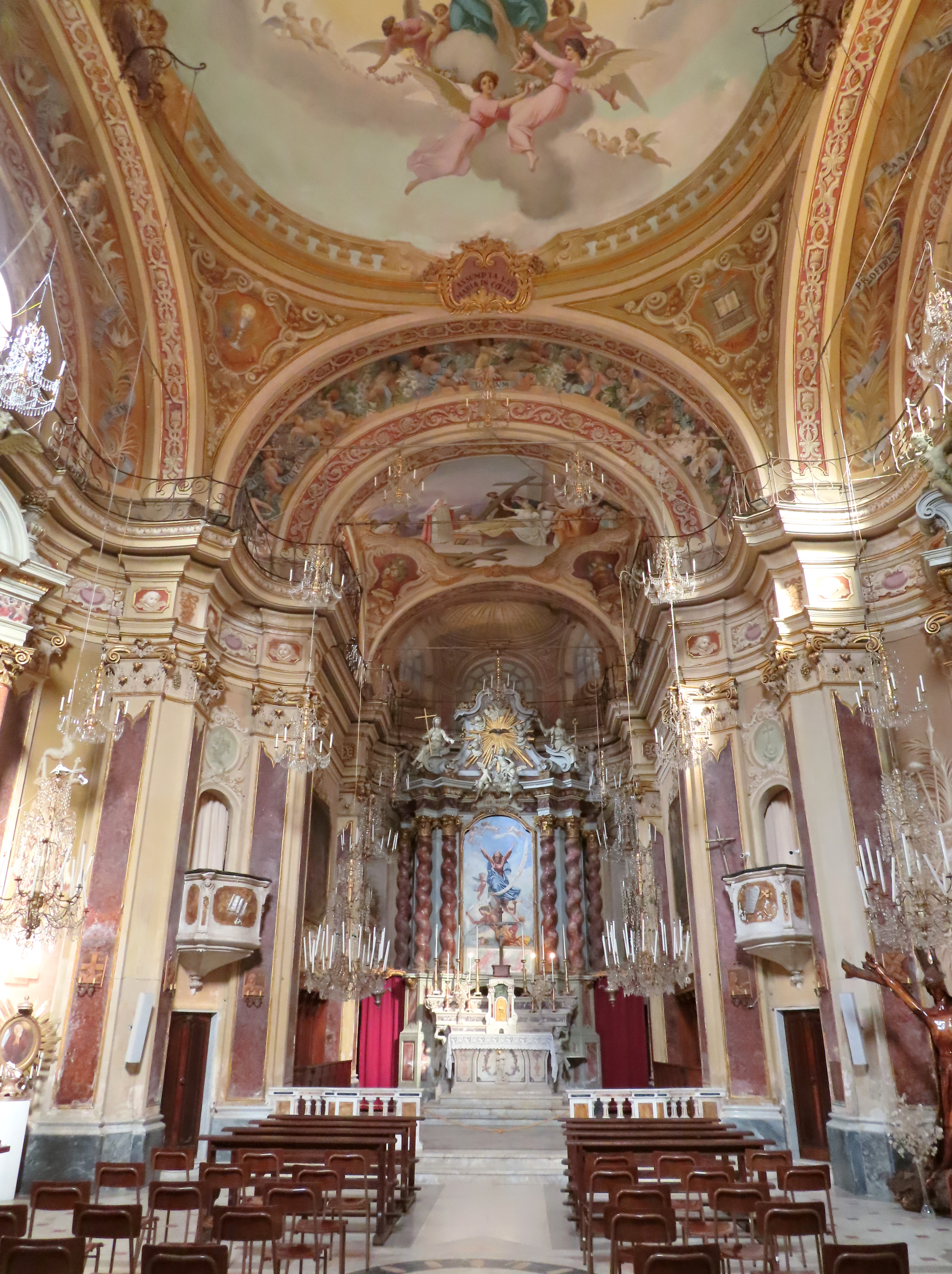
La navata centrale e la zona dell'altare

L'oratorio viene citato per la prima volta in un documento del 1585 a seguito della visita apostolica del vescovo di Casale Monferrato monsignor Carlo Montiglio. Subì diversi danni dall'incendio genovese del 1600 così come il paese e altri edifici religiosi.
Il 23 ottobre del 1606 fu aggregato alla confraternita di santa Lucia del Gonfalone di Roma tramite bolla pontificia del 7 dicembre 1604. Il pontefice Benedetto XIII la aggregò con bolla del 14 maggio 1726 alla Sacrosanta Chiesa Lateranense (basilica di San Giovanni in Laterano - Roma) con l'obbligo di rinnovare la domanda di annessione ogni quindici anni. Subì nei secoli successivi diversi lavori di restauro che modificarono l'originale struttura.
Attualmente è sede dell'Arciconfratenita dei Disciplinanti di Nostra Signora Assunta.

## Descrizione
Ai lati dell'altare maggiore, sopra il coro ligneo, sono collocate due grandi tele di pittore anonimo - notevolmente danneggiate - databili al XVIII secolo raffiguranti la Lavanda dei piedi e Gesù nell'Orto degli Ulivi. Nella volta è presente un affresco raffigurante l'Assunta del pittore Luigi Gainotti, mentre sull'altare maggiore la statua del XVII secolo della Vergine Maria è opera dello scultore napoletano Ursino de Mari.
In una nicchia è presente un gruppo scultoreo raffigurante la Vergine che porge il Bambino a san Gaetano di scuola scultorea settecentesca genovese.